# Гобран, Мэгги
Мэгги Гобран или Мама Мэгги (род. 1949, Каир) — коптская православная, основательница и генеральный директор некоммерческой благотворительной организации «Дети Стефана» (Stephen’s Children) в Каире, Египет. Она также была профессором компьютерных наук в Американском университете в Каире. Мэгги замужем, у неё есть сын и дочь. Она была номинирована на Нобелевскую премию мира в 2012 и 2020 годах.

## Жизнь
Мэгги Гобран, которую часто называют каирской Матерью Терезой, — коптская христианка, которая когда-то вела роскошный образ жизни. Как христианка, несмотря на богатство подвергалась в Египте гонениям. В 1989 году она оставила свою научную карьеру, чтобы стать посвященной коптской православной христианкой и основала благотворительную организацию «Дети Стефана», целью которой является улучшение жизни детей христиан и семей, живущих в трущобах Каира и бедных общинах в сельской местности Верхнего Египта. Она также предоставляет помощь обедневшим детям-мусульманам и Бахаи.
В 2019 году Мэгги была удостоена Международной женской премии за отвагу Министерства США. 23 ноября 2020 года Гобран была в списке 100 женщин BBC.